# Apsarasa praslini
Apsarasa praslini es una polilla de la familia Noctuidae. Se encuentra en el sureste de Asia, de las Molucas hacia el este.